# Chautauqua (movimento)

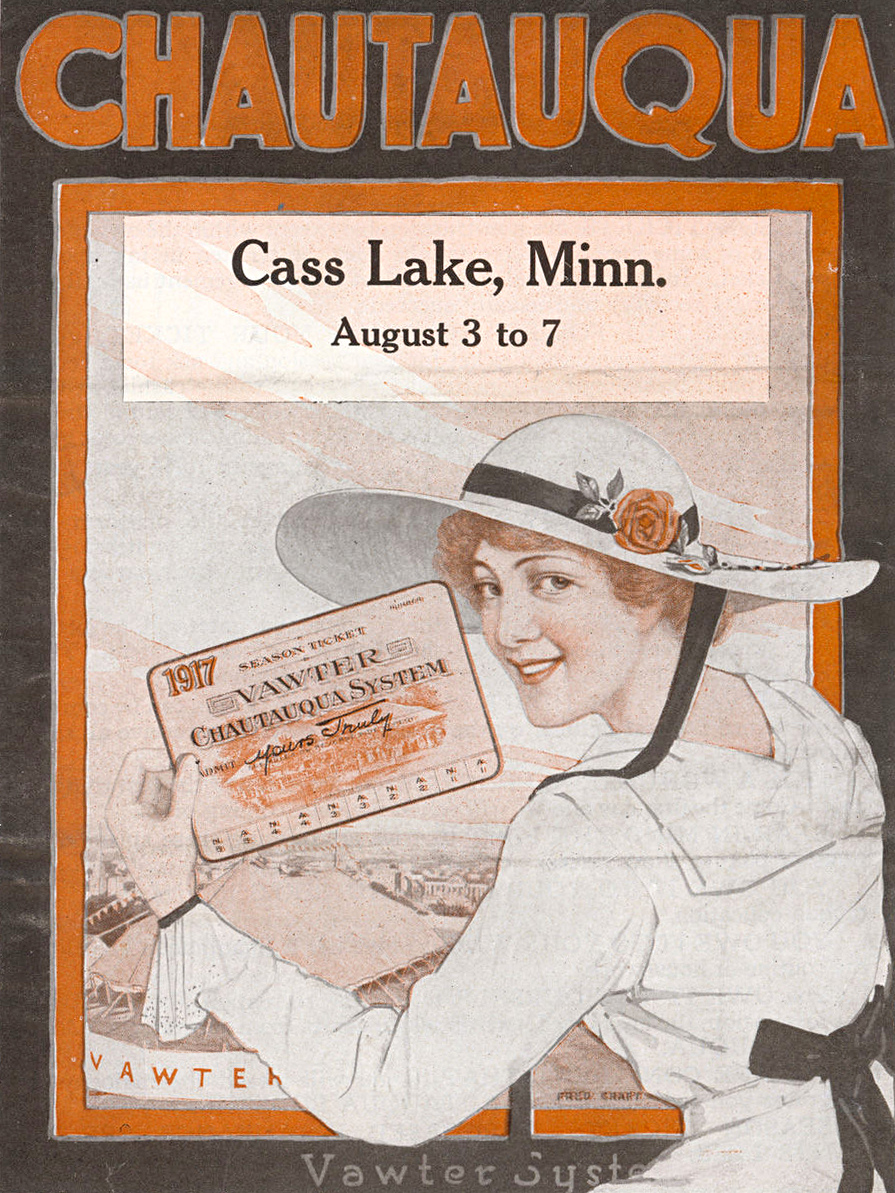
Copertina di un opuscolo promozionale del 1917.

Chautauqua è stato un movimento per l'educazione degli adulti nelle aree rurali degli Stati Uniti dalla fine del XIX secolo all'inizio del XX secolo.  Le assemblee di Chautauqua si espansero e si diffusero in tutta l'America rurale fino alla metà degli anni '20.
Chautauqua combinava elementi divertenti ed educativi in una forma intrecciata che aveva anche lo scopo di soddisfare le esigenze estetiche dei lettori e motivare la partecipazione.
La Chautauqua Institution, fondata nel 1874 nella contea di Chautauqua (New York), esiste ancora oggi e ogni estate organizza programmi didattici ed eventi nei settori dell'arte, dell'istruzione, della religione e del tempo libero nella propria area di parco di circa 3 km² sul lago Chautauqua.

## Storia
Nel XIX secolo la geografia rurale degli USA era costituita da fattorie di contadini, che vivevano separati gli uni dagli altri, avendo come unico punto d'incontro un edificio che svolgeva contemporaneamente le funzioni di chiesa e di scuola, insieme ad un negozio e poco altro. Alcune città non avevano nemmeno una scuola. Ciò ridusse notevolmente i rapporti umani e gli scambi sociali. Nel 1873, la congregazione metodista della regione del Lago Erie nell'Ohio vide la necessità di portare la cultura nei villaggi isolati dell'America rurale e fondò questo movimento nel 1873. L'anno successivo, il ministro John Heyl Vincent e l'uomo d'affari Lewis Miller organizzarono l'Assemblea Chautauqua di New York in un campeggio sulle rive del lago Chautauqua nello Stato di New York.

## Lezioni
Le lezioni erano il pilastro del Chautauqua. Fino al 1917 dominarono i programmi del circuito Chautauqua. Il discorso di riforma e il discorso ispiratore furono i due principali tipi di conferenza fino al 1913. L'oratore più prolifico (spesso prenotato nelle stesse sedi del tre volte candidato alla presidenza William Jennings Bryan) è stato Russell Conwell, che ha pronunciato il suo famoso discorso "Acres of Diamonds". Altri oratori furono: Maud Ballington Booth, Jane Addams, Helen Potter e Richard Jameson Morgan.

## Nella cultura di massa
Lo stile di insegnamento Chautauqua è un motivo ricorrente nel libro Lo Zen e l'arte della manutenzione della motocicletta di Robert M. Pirsig.
Il film Guai con le ragazze del 1969 con Elvis Presley, è basato sul romanzo Chautauqua del 1960 di Day Keene e Dwight Vincent Babcock.

## Note

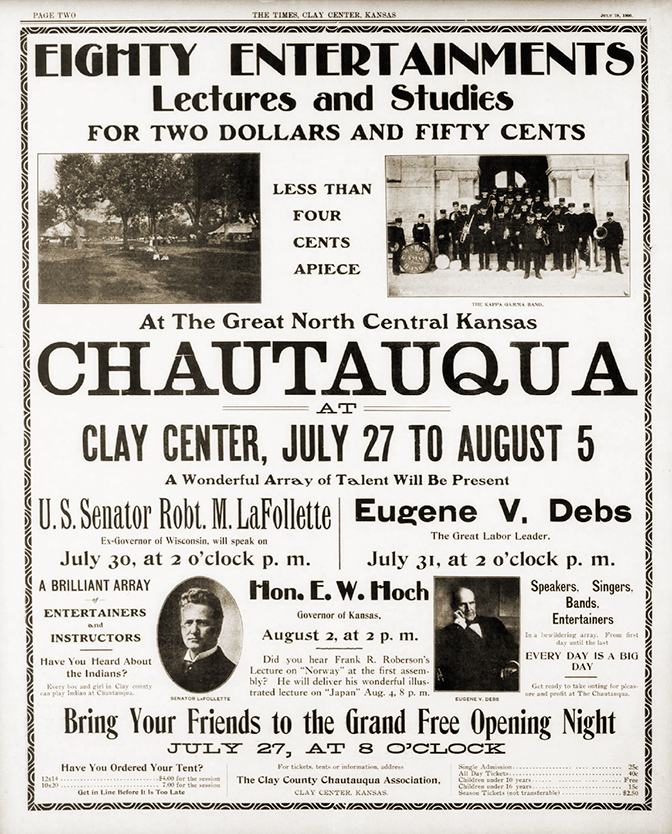
Pubblicità per il Chautauqua del luglio-agosto 1906 al Clay Center, in Kansas.